# Äteritsiputeritsipuolilautatsijänkä

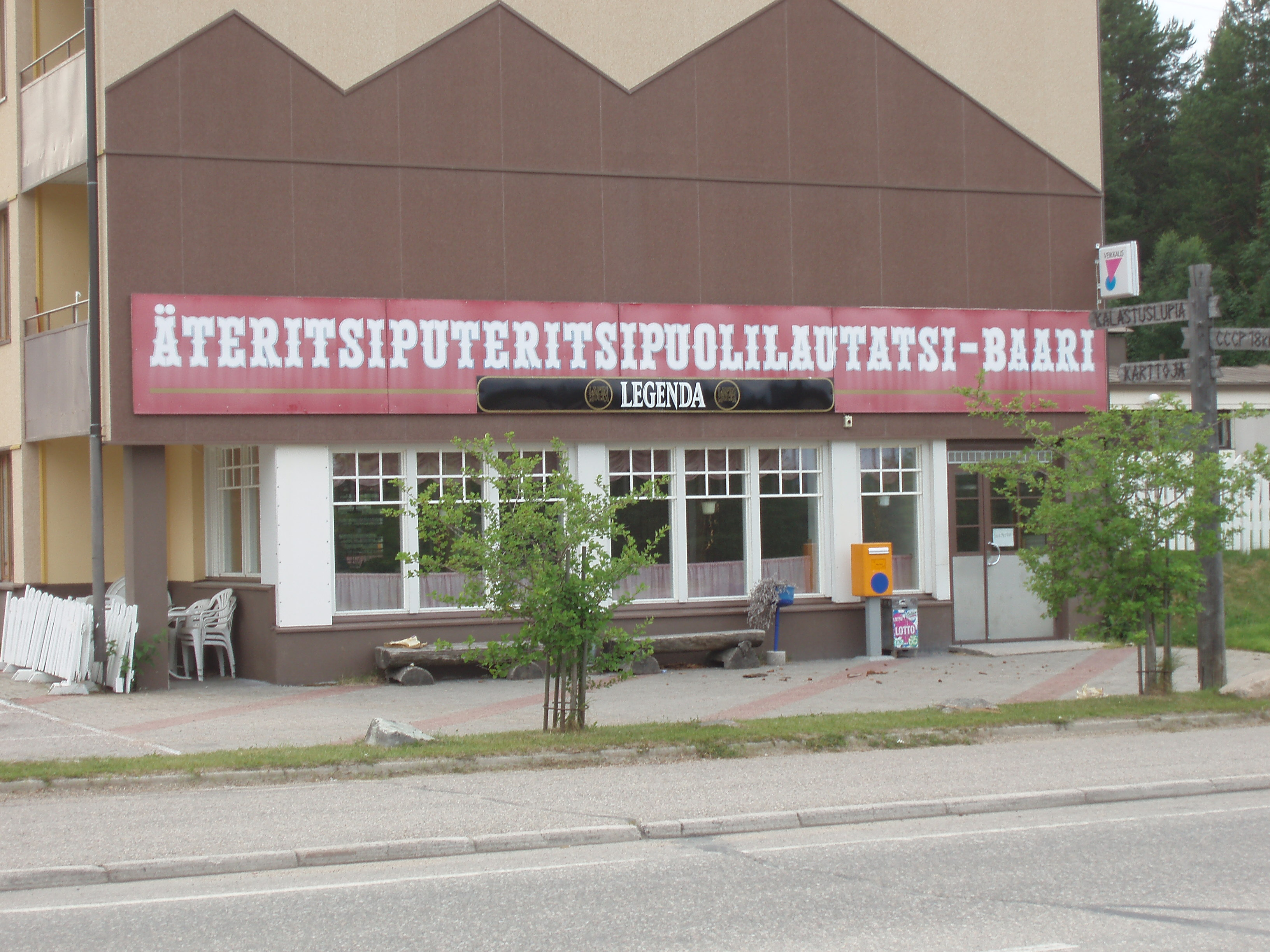
Äteritsiputeritsipuolilautatsi-baari,
một quán rượu ở Salla lấy cảm hứng từ cái tên dài 35 chữ cái

Äteritsiputeritsipuolilautatsijänkä là một khu vực bãi lầy nằm ở vùng Savukoski, Lapland, Phần Lan. Tên gọi gồm có 35 chữ cái của nơi đây là tên địa danh dài nhất tại Phần Lan và dài thứ nhì trên toàn châu Âu.

## Tên gọi
Trong tiếng Phần Lan, từ jänkä có nghĩa là "bãi lầy ngập nước", lauta có nghĩa là "tấm bảng" và puoli có nghĩa là "một nửa". Tuy nhiên, toàn bộ tên của khu vực này không mang một ý nghĩa cụ thể nào.